# بنکندورف

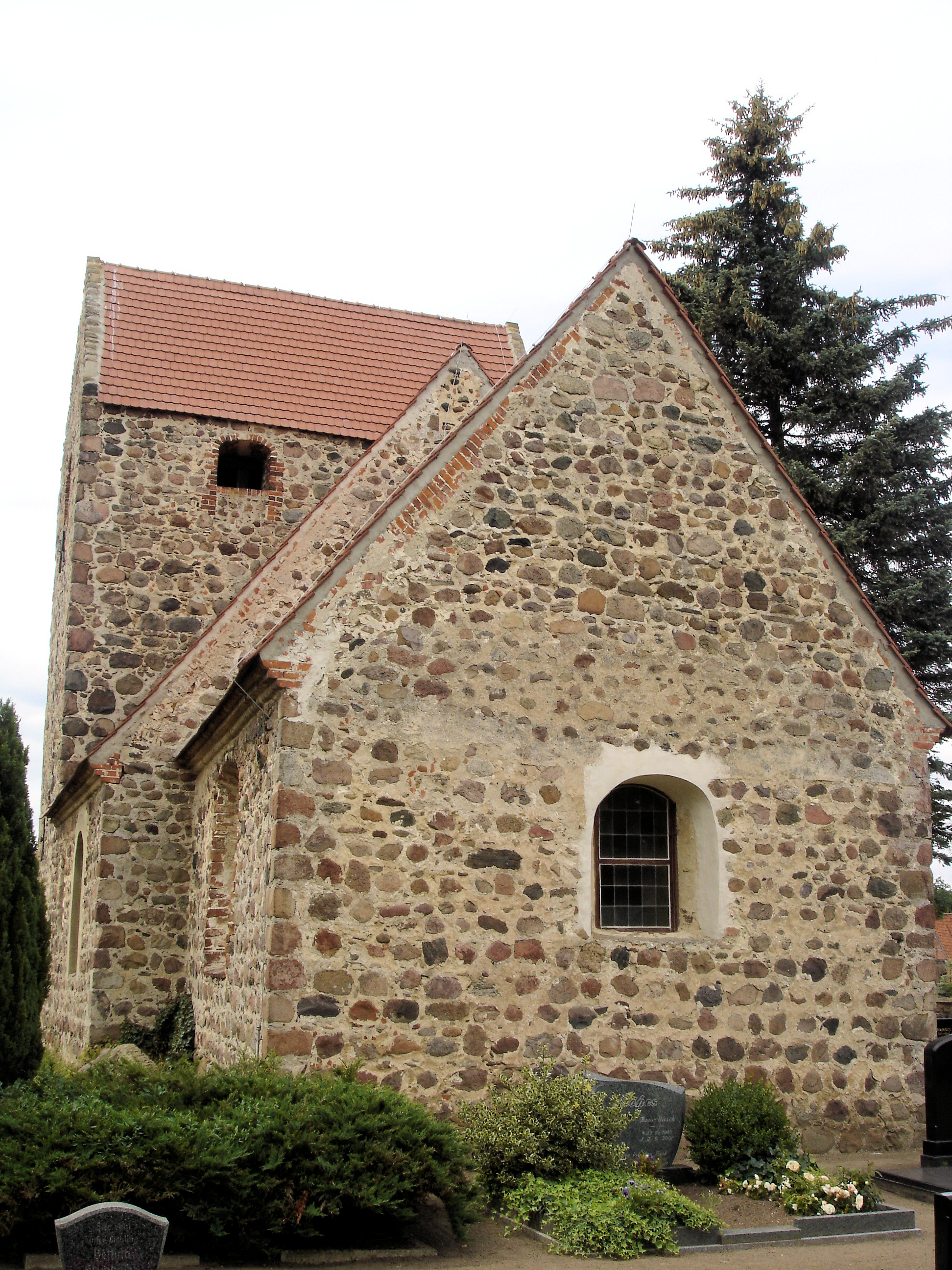
منطقه مسکونی در آلمان

بنکندورف (به آلمانی: Benkendorf) یک منطقهٔ مسکونی در آلمان است که در زالتسودل واقع شده‌است. بنکندورف ۱۹۶ نفر جمعیت دارد.